# 佐藤渡辺
株式会社佐藤渡辺（さとうわたなべ）は、東京都港区に本社を置く道路舗装工事を中心とする建設会社である。2005年10月1日に株式会社渡辺組が佐藤道路株式会社と合併して誕生した会社。

## 沿革
- 1923年 - 渡辺組創業（個人経営）。
- 1938年12月20日 - 株式会社渡辺組設立。
- 1951年 - 佐藤道路株式会社の前身である成和土木株式会社を東京都中央区日本橋兜町に設立。
- 1972年 - 成和土木株式会社は佐藤道路株式会社に社名変更。本社を東京都中央区日本橋小伝馬町に移転。
- 1993年 - 日本証券取引業協会に株式店頭登録。
- 1994年7月 - 茨城県稲敷郡に技術研究所を開設。
- 2004年12月 - ジャスダック証券取引所市場に株式を上場。
- 2005年10月 - 株式会社渡辺組は佐藤道路株式会社と合併。株式会社佐藤渡辺に社名変更。
- 2023年3月 - 青木あすなろ建設からあすなろ道路の全株式を取得し、あすなろ道路を子会社化[1][2]。